# Molls

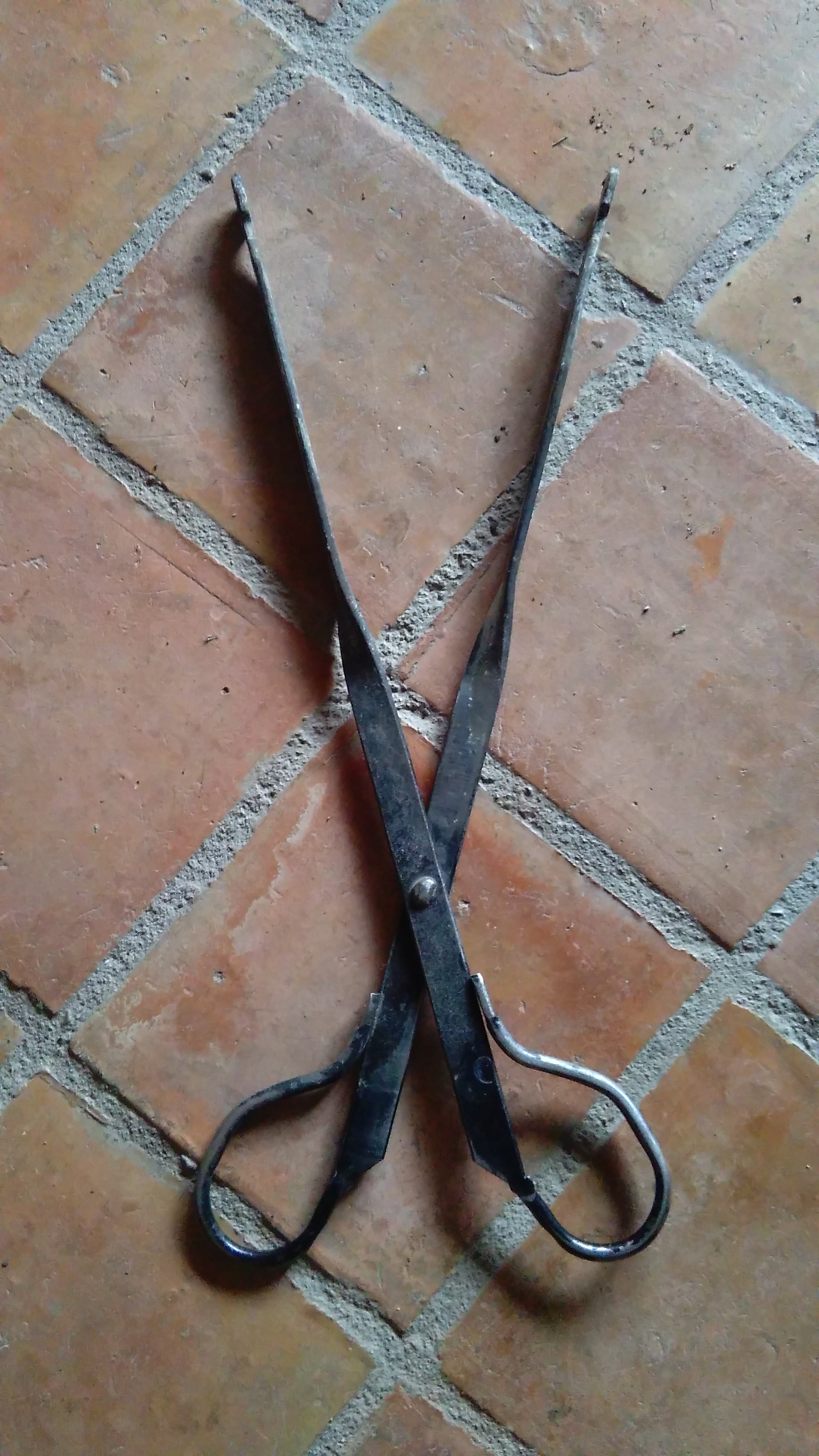
Uns molls de ferro forjat

Els molls, mordasses o ferros (amb les variants populars i dialectals almolls, aumolls, umolls, 
esmolls, armolls, molles, esmolles, armolles) són una eina composta per dues peces, generalment de ferro forjat, unides per un rebló. Serveixen per a manipular brases o atiar el foc sense cremar-se. Juntament amb l'atiador és un dels estris de foc més comuns.